# Sabine Dähne

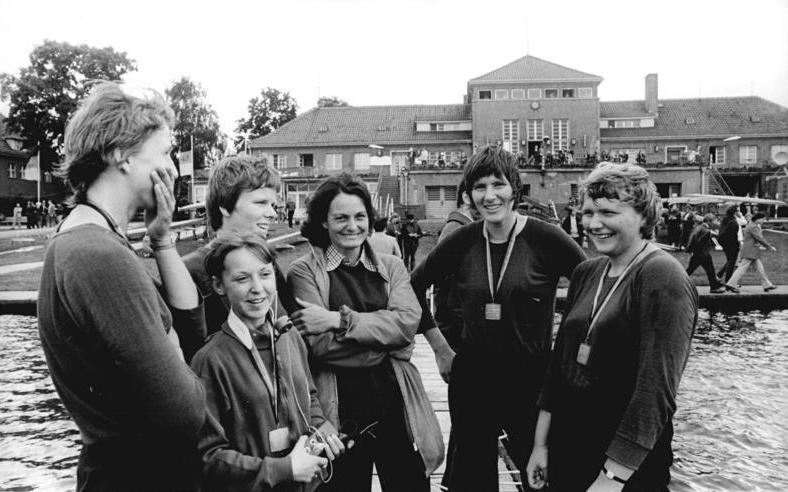
V. l. n. r: Nitsche, Dähne, Trainerin Herta Weissig, Schlenzig, Noack, davor Steuerfrau Karnath (nach dem Gewinn der DDR-Meisterschaften im Vierer 1974)

Sabine Dähne (* 27. Februar 1950 in Colditz) ist eine ehemalige Ruderin aus der DDR. 1976 gewann sie im Zweier ohne Steuerfrau die olympische Silbermedaille.
Sabine Dähne war ursprünglich Leichtathletin und kam erst 1967 zum Rudersport. Mit dem Doppelvierer des SC DHfK Leipzig belegte sie 1967 und 1968 den zweiten Platz bei der DDR-Meisterschaft, 1970 und 1971 gewann sie den Meistertitel. Nachdem sie bereits 1969 bei den Riemenruderern im Vierer mit Steuerfrau Vizeeuropameisterin geworden war, wechselte sie 1972 endgültig zu den Riemenruderern. Von 1972 bis 1974 gewann sie dreimal die DDR-Meisterschaft. 1972 und 1973 war der Leipziger Vierer jeweils Vizeeuropameister. 1974 traten bei der Weltmeisterschaft in Luzern erstmals Frauenboote bei einer Weltmeisterschaft an. Sabine Dähne, Renate Schlenzig, Angelika Noack, Rosel Nitsche und Steuerfrau Christa Karnath waren die ersten Weltmeisterinnen im Vierer mit Steuerfrau.
Ab 1975 traten Sabine Dähne und Angelika Noack im Zweier ohne Steuerfrau an. Die beiden siegten 1975 und 1977 bei der Weltmeisterschaft, bei der olympischen Premiere des Frauenruderns 1976 in Montreal unterlagen die beiden Ruderinnen dem bulgarischen Boot mit Sika Kelbetschewa und Stojanka Gruitschewa. Für den Gewinn der Silbermedaille wurde sie mit dem Vaterländischen Verdienstorden in Bronze ausgezeichnet.
Die Diplom-Sportlehrerin war nach ihrer aktiven Laufbahn als Rudertrainerin beim SC DHfK Leipzig tätig, seit der Wende ist sie als Krankengymnastin tätig.